# Башибошка чешма
Башибошката чешма е чешма и български военен паметник край Башибос, Дойранско, Северна Македония.
Чешмата е възстановена със собствени средства от Хусеин Изци, жител от околните селища.
Изграден е от българската армия през 1917 година в чест на българските войници и успехите им на Солунския фронт през Първата световна война по време на Дойранската епопея. Посветен е на войниците от 2-ри пехотен македонски полк от 9-а плевенска дивизия.
- Чешмата през 2012 г.
- Чешмата през 2023 г.